# Design
Traditionelt anskues design som en formgivning, f.eks. udformning af et produkt som tøj, en illustration eller en plan. En designer (tidligere kaldet en dessinatør) er et bredt udtryk for personen, som står for denne udformning. Resultatet kan man kalde et design.
At designe er et udtryk for den proces, hvorved man formgiver noget. I denne proces overvejer man ofte resultatets æstetiske og funktionelle egenskaber. Design kan også være at give en ting en lyd, f.eks. en el-bil således den ikke er lydløs; dette kaldes skeuomorfisme.
Der findes mange forskellige fag og professioner, der handler om design i sin klassiske opfattelse:
- Filtning
- Industrielt design
- Multimediedesign
- Møbeldesign
- Programdesign
- Mode
- Vævning
- Webdesign
- Design i folkeskolen

Designbegrebet er derfor flertydigt og rummer flere definitioner, fordi flere fagområder abonnerer på terminologien.

## Designret
Under designloven er et design et beskyttelsesobjekt.